# كهنة قلعة (قرة باشلو)
کهنة قلعة (بالفارسية: کهنه قلعه) هي قرية تقع في إيران في قسم قرة باشلو الريفي.